# Gyrinus priscus
Gyrinus priscus is een keversoort uit de familie van schrijvertjes (Gyrinidae). De wetenschappelijke naam van de soort werd voor het eerst geldig gepubliceerd in 1927 door Pierre Lesne.